# Радерфорд (Тенеси)
Радерфорд (енгл. Rutherford) град је у америчкој савезној држави Тенеси.

## Демографија
По попису из 2010. године број становника је 1.151, што је 121 (-9,5%) становника мање него 2000. године.
| Група             | 2000.       | 2010.       |
| Белци             | 985 (77,4%) | 947 (82,3%) |
| Афроамериканци    | 270 (21,2%) | 185 (16,1%) |
| Азијати           | 0 (0,0%)    | 0 (0,0%)    |
| Хиспаноамериканци | 8 (0,6%)    | 11 (1,0%)   |
| Укупно            | 1.272       | 1.151       |